# Торрес, Роман
Роман Аурельяно Торрес Морсильо (исп. Román Aureliano Torres Morcillo; род. 20 марта 1986, Панама, Панама) — панамский футболист, защитник клуба «Университарио» (Пенономе). Выступал за сборную Панамы. Участник чемпионата мира 2018 года.

## Клубная карьера
Торрес начал карьеру в клубе «Чепо». В 2003 году он дебютировал за основной состав и в том же году стал обладателем Кубка Роммеля Фернандеса. В 2005 году Роман перешёл в «Сан-Франсиско», в составе которого дважды стал чемпионом страны. По окончании сезона он переехал в Колумбию, где подписал контракт с «Кортулуа».
В 2007 году перешёл в «Ла Экидад». Через год помог команде выиграть Кубок Колумбии. В 2010 году на правах аренды перешёл в «Атлетико Хуниор». 7 февраля в матче против «Ла Экидада» дебютировал за новую команду. В этом же сезоне помог клубу выиграть Кубок Мустанга.
В начале 2011 года вновь был отдан в аренду. Новой командой Торреса стал «Атлетико Насьональ». 6 февраля в поединке против «Энвигадо» дебютировал за новый клуб. 14 апреля в матче против «Депортиво Кали» забил свой первый гол за «Атлетико Насьональ». С командой стал двукратным чемпионом Колумбии.
В 2012 году Торрес вернулся в «Ла Экидад», но уже через год был вновь арендован. Новой командой стал «Мильонариос», за который дебютировал 30 июля в матче против «Санта-Фе». По окончании сезона Торрес вновь стал чемпионом страны. 2 марта 2013 года в поединке против «Бояка Чико» забил свой первый гол за «Мильонариос».
12 августа 2015 года перешёл в американский «Сиэтл Саундерс». 16 августа в матче против «Орландо Сити» дебютировал в MLS. 12 сентября в матче против «Сан-Хосе Эртквейкс» Торрес порвал переднюю крестообразную связку коленного сустава, из-за чего пропустил 11 месяцев, вернувшись на поле 28 августа 2016 года в матче против «Портленд Тимберс». 2 августа 2019 года Торрес сдал положительный допинг-тест, за что был дисквалифицирован на 10 матчей и оштрафован на 20 % зарплаты. 6 октября в матче против «Миннесоты Юнайтед» забил свой первый гол за «Саундерс». По окончании сезона 2019 «Сиэтл Саундерс» не продлил контракт с Торресом.
29 декабря 2019 года Торрес на правах свободного агента присоединился к клубу-новичку MLS «Интер Майами». 1 марта 2020 года он участвовал в дебютном матче «Интера Майами» в MLS, соперником в котором был «Лос-Анджелес».
28 сентября 2020 года Торрес вернулся в «Сиэтл Саундерс» в обмен на условный пик первого раунда Супердрафта MLS 2021. По окончании сезона 2020 контракт Торреса с «Сиэтл Саундерс» истёк.
23 января 2021 года Торрес подписал контракт с клубом чемпионата Коста-Рики «Картахинес».

## Карьера в сборной
В 2005 году в составе молодёжной сборной Панамы Торрес принял участие в молодёжном чемпионате мира в Нидерландах.
В том же году попал в заявку сборной Панамы на участие в Золотом кубке КОНКАКАФ. 17 июля в матче против сборной ЮАР дебютировал за сборную. По итогам соревнований Торрес получил серебряную медаль.
В 2007 году во второй раз поехал на Золотой кубок КОНКАКАФ в США, где сыграл в матчах против сборных Гондураса, Кубы и Мексики.
В 2009 году Торрес в третий раз принял участие в розыгрыше Золотого кубка КОНКАКАФ. На турнире сыграл в поединках против команд Никарагуа, Гваделупе, Мексики и США. 3 марта 2010 года в товарищеском матче против сборной Венесуэлы забил свой первый гол за национальную команду.
В 2011 году Торрес в четвёртый раз поехал на розыгрыш Золотого кубка КОНКАКАФ. Принял участие в поединках против команд Сальвадора и дважды США.
В 2013 году помог сборной выйти в финал Золотого кубка КОНКАКАФ. На турнире сыграл в матчах против сборных Мартиники, Канады, США, Кубы и дважды Мексики. В поединке против мексиканцев Торрес забил гол.
В 2015 году Торрес во второй раз стал бронзовым призёром Золотого кубка КОНКАКАФ, где сыграл в матчах против сборных Гаити, Гондураса, Тринидада и Тобаго, Мексики и дважды США. В поединке против мексиканцев Торрес забил гол.
10 октября 2017 года Роман Торрес в матче против Коста-Рики в рамках квалификации к чемпионату мира в России забил решающий гол, который вывел впервые в истории Панаму на чемпионат мира.
В 2018 году Торрес принял участие в чемпионате мира в России. На турнире он сыграл в матчах против команд Бельгии, Англии и Туниса.
В 2019 году Торрес был включён в состав сборной Панамы на Золотой кубок КОНКАКАФ.

### Голы за сборную Панамы
| #  | Дата             | Место                                             | Противник         | Счёт | Результат | Соревнование                       |
| -- | ---------------- | ------------------------------------------------- | ----------------- | ---- | --------- | ---------------------------------- |
| 01 | 3 марта 2010     | Метрополитано де Лара, Баркисимето, Венесуэла     | Венесуэла         | 0:1  | 1:2       | Товарищеский матч                  |
| 02 | 6 февраля 2013   | Роммель Фернандес, Панама, Панама                 | Коста-Рика        | 2:0  | 2:0       | Чемпионат мира 2014 (квалификация) |
| 03 | 24 июля 2013     | Эй-ти-энд-ти-стэдиум, Арлингтон, США              | Мексика           | 2:1  | 2:1       | Золотой кубок КОНКАКАФ 2013        |
| 04 | 10 сентября 2014 | Би-би-ви-эй Компасс Стэдиум, Хьюстон, США         | Никарагуа         | 2:0  | 2:0       | ЦАК 2014                           |
| 05 | 13 сентября 2014 | Лос-Анджелес Мемориэл Колизеум, Лос-Анджелес, США | Сальвадор         | 1:0  | 1:0       | ЦАК 2014                           |
| 06 | 27 марта 2015    | Ато Болдон Стэдиум, Коува, Тринидад и Тобаго      | Тринидад и Тобаго | 0:1  | 0:1       | Товарищеский матч                  |
| 07 | 4 июня 2015      | Роммель Фернандес, Панама, Панама                 | Эквадор           | 1:1  | 1:1       | Товарищеский матч                  |
| 08 | 23 июля 2015     | Джорджия Доум, Атланта, США                       | Мексика           | 1:0  | 1:2       | Золотой кубок КОНКАКАФ 2015        |
| 09 | 14 июня 2017     | Роммель Фернандес, Панама, Панама                 | Гондурас          | 2:2  | 2:2       | Чемпионат мира 2018 (квалификация) |
| 10 | 10 октября 2017  | Роммель Фернандес, Панама, Панама                 | Коста-Рика        | 2:1  | 2:1       | Чемпионат мира 2018 (квалификация) |

## Достижения
Командные
 «Чепо»
- Обладатель Кубка Роммель Фернандеса — 2003

 «Сан-Франсиско»
- Чемпионат Панамы — Клаусура 2005
- Чемпионат Панамы — Апертура 2006

 «Ла Экидад»
- Обладатель Кубка Колумбии — 2008

 «Атлетико Хуниор»
- Чемпионат Колумбии — Апертура 2010

 «Атлетико Насьональ»
- Чемпионат Колумбии — Апертура 2011

 «Мильонариос»
- Чемпионат Колумбии — Финалисасьон 2012

 Сиэтл Саундерс
- Обладатель Кубка MLS (2): 2016, 2019

В сборной
 Панама
- Золотой кубок КОНКАКАФ — 2005
- Золотой кубок КОНКАКАФ — 2013
- Золотой кубок КОНКАКАФ — 2011
- Золотой кубок КОНКАКАФ — 2015
- Кубок наций Центральной Америки — 2009
- Кубок наций Центральной Америки — 2007